# Kara Hermez
Kara Hermez, född 1991 i Mosul, Irak, är en svensk-irakisk opinionsbildare, före detta  politiker. Hon är sedan 2019 ordförande i Assyriska riksförbundet och har även varit styrelseledamot i Liberala studenter Stockholm, Liberalerna i Södertälje samt varit ordförande för LUF i Södertälje. Som internationell opinionsbildare anses hon vara en av de mer inflytelserika assyriska kvinnorna världen över.
Kara Hermez kom till Sverige år 2000 och är engagerad för etniska och religiösa minoriteters rättigheter och specifikt för assyriers rättigheter i Sverige samt globalt. Hon har publicerat debattartiklar i bland annat Upsala Nya Tidning  och på SVT Opinion. Hon har även uttryckt sig kritisk mot hur utrikesminister Margot Wallström  samt dåvarande statsministern Fredrik Reinfeldt hanterat förtryck mot etniska och religiösa minoriteter i Sverige, och i Irak.
Kara Hermez arbetar aktivt med att sprida information om det förtryck som etniska och religiösa minoriteter utsätts för och har intervjuats av bland annat SVT , Sveriges Radio  och har även deltagit i Malou efter tio på TV4. Utöver detta har hon även anordnat en utställning om assyrisk konst och kultur i Södertälje Stadshus.
Hon har vid flera tillfällen rest till Irak för att kartlägga och rapportera om det förtryck som etniska och religiösa minoriteter utsätts för av IS, KRG och den irakiska staten. Hon har bland annat rest som korrespondent för Föreningen för utvecklingsfrågor (FUF)  samt med riksdagsdelegation för att besöka olika flyktingläger och samtala med lokala politiker. I februari 2017 reste hon med journalist Claes J.B. Löfgren och fotograf Marco Nilson för SVT:s Korrespondenterna till Irak för reportage om sin hemby Nahla.
Kara Hermez har studerat Statsvetenskap vid Stockholms universitet och Sciences Po i Paris, samt krigsvetenskap vid Försvarshögskolan i Stockholm.[källa behövs]